# Sphagnum subnitens
Sphagnum subnitens là một loài rêu trong họ Sphagnaceae. Loài này được Russow & Warnst. mô tả khoa học đầu tiên năm 1888.

## Hình ảnh

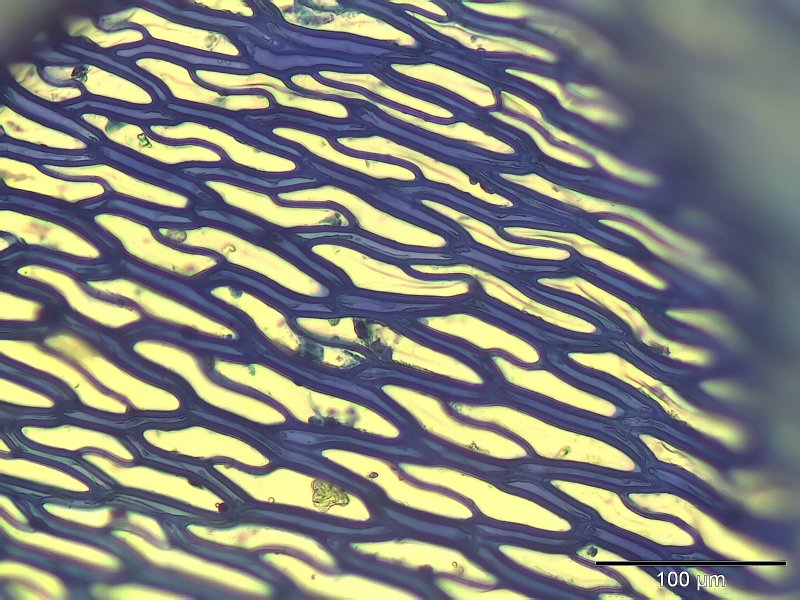
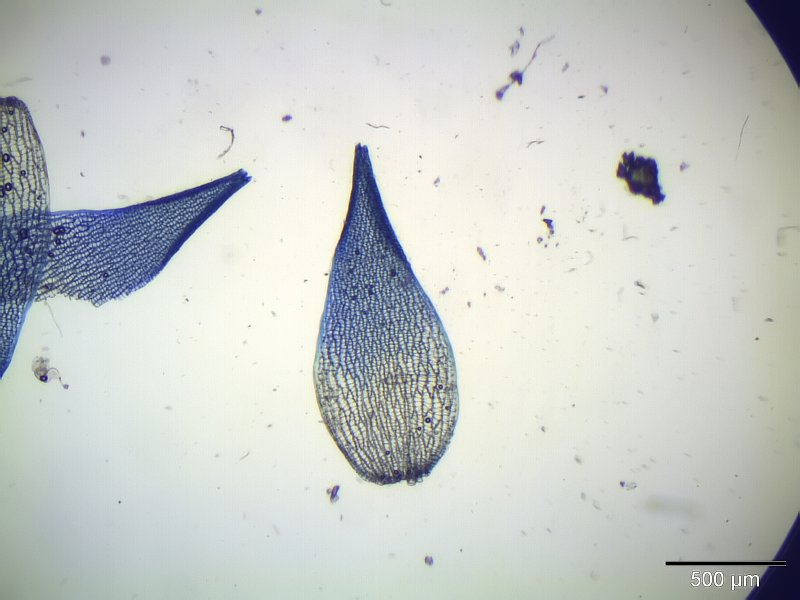
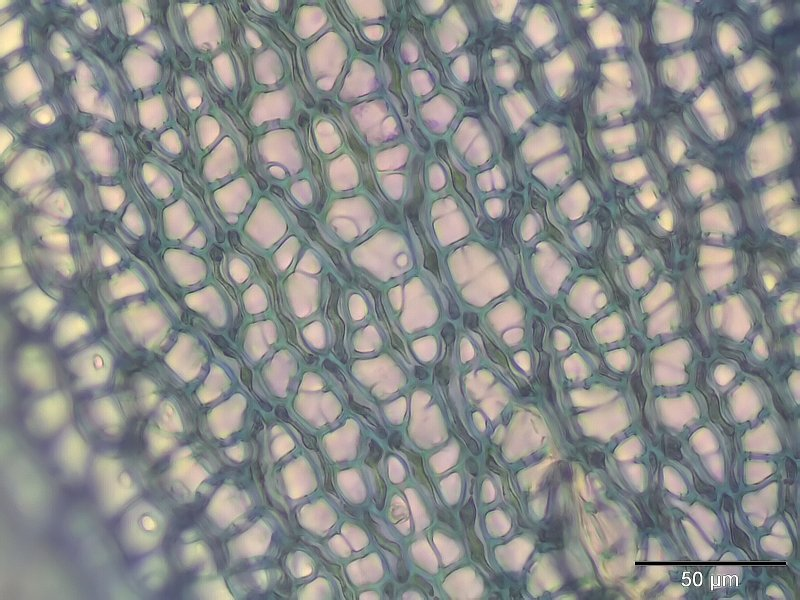
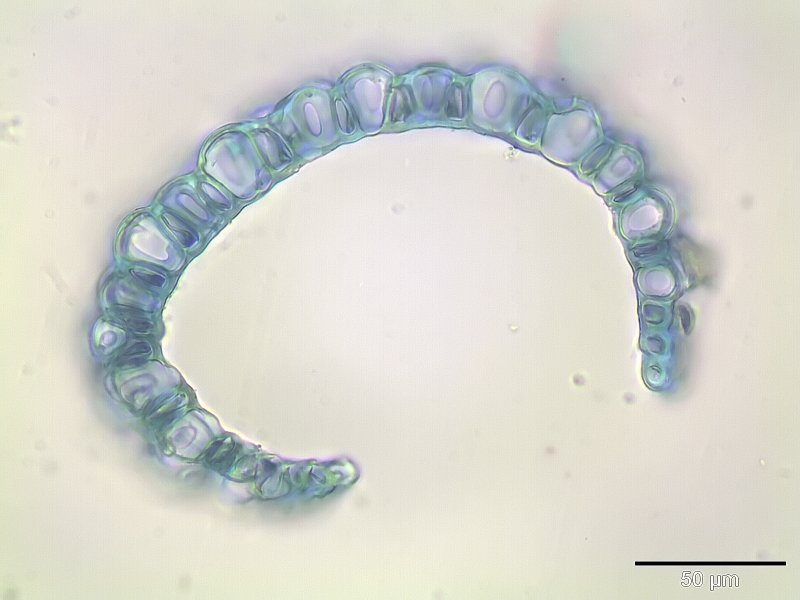